# Province de Florence
La province de Florence est une ancienne province italienne, dans la région de Toscane, dont le chef-lieu était la ville de Florence. Elle est remplacée par la ville métropolitaine de Florence le 1er janvier 2015.

## Géographie
D'une superficie de 3 514 km2, son territoire correspondait exactement à celui de la ville métropolitaine de Florence, qui lui a succédé.

### Les grandes villes

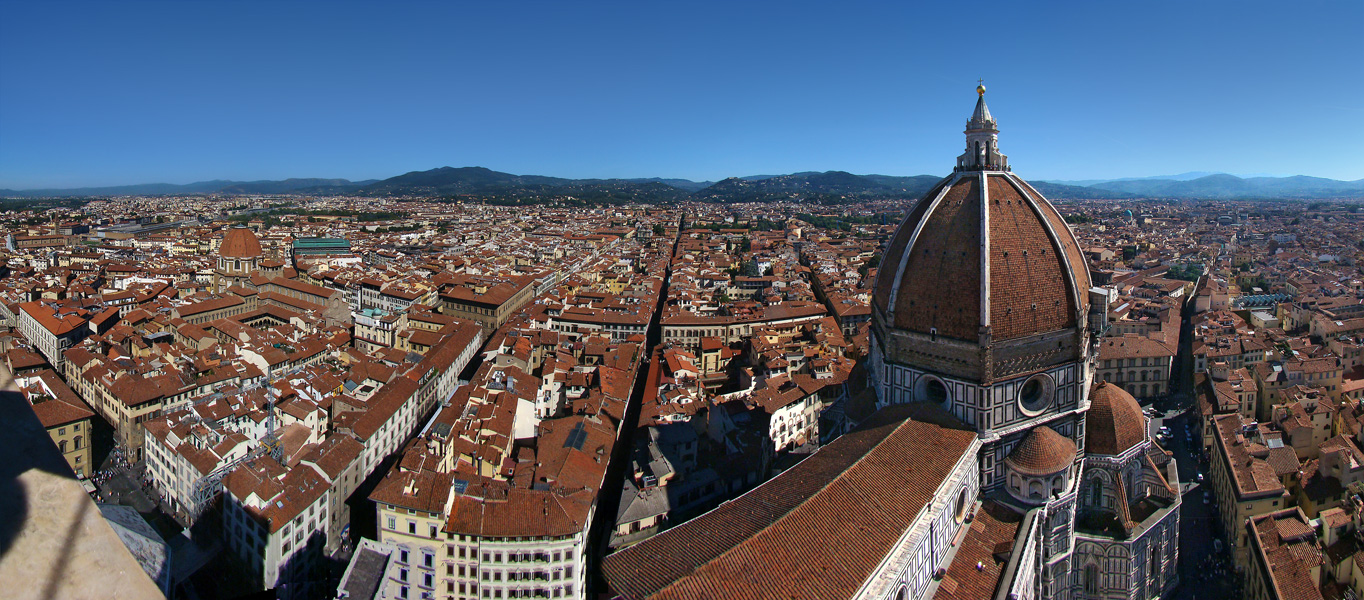
Florence en panorama depuis le haut du Campanile de Giotto.

- Florence - 366 488 habitants
- Scandicci - 50 003 habitants
- Sesto Fiorentino - 46 702 habitants
- Empoli - 46 017 habitants
- Campi Bisenzio - 39 176 habitants
- Bagno a Ripoli - 25 228 habitants
- Fucecchio - 21 912 habitants
- Pontassieve - 20 581 habitants
- Borgo San Lorenzo - 17 350 habitants

### Milieu naturel
- Les collines du Chianti florentin
- Une partie du Valdarno
- les Apennins
- Les cours d'eau :
  - L'Arno (fleuve),
  - La Greve (rivière)

## Histoire
La province dérive directement de la définition des possessions grand-ducales, qui comprennent les plus anciennes dominations florentines.
Créée en 1859, elle connaît plusieurs modifications par la suite :
- En 1923, le détachement de Rocca San Casciano pour la province de Forlì-Césène, la soi-disant Toscane romaine (communes de Bagno di Romagna, Dovadola, Galeata, Modigliana, Portico e San Benedetto, Premilcuore, Rocca San Casciano, Santa Sofia, Sorbano(supprimée en 1964), Castrocaro Terme e Terra del Sole, Tredozio et Verghereto).
- En 1925, la cession à la province de Pise des communes de Castelfranco di Sotto, Montopoli in Val d'Arno, San Miniato, Santa Croce sull'Arno et Santa Maria a Monte.
- En 1927, le détachement des communes de Agliana, Cutigliano, Lamporecchio, Larciano, Marliana, Montale, Pistoia, Piteglio, San Marcello Pistoiese, Serravalle Pistoiese et Tizzana (aujourd'hui Quarrata) qui vinrent former la province de Pistoia.
- En 1992, le détachement des communes de Prato (chef-lieu), Cantagallo, Carmignano, Montemurlo, Poggio a Caiano, Vaiano et Vernio qui forment la nouvelle province de Prato, siglé PO.

La province cesse d'exister le 31 décembre 2014. Elle est remplacée par la ville métropolitaine de Florence sur le même territoire.

## Économie

### Agriculture
Production d'huile d'olive, de céréales, élevages bovins en étables, etc.

#### Viticulture
Les vins DOCG (Denominazione di Origine Controllata e Garantita) :
- Les Carmignano  :
  - Carmignano Vin Santo
  - Carmignano Vin Santo riserva
  - Carmignano riserva
  - Carmignano rosso
- Les Chianti :
  - Chianti Classico (vino)
  - Chianti Colli Fiorentini
  - Chianti Montalbano
  - Chianti Rufina
  - Chianti Superiore

Les vins DOC (Denominazione di Origine Controllata) :
| - Barco Reale di Carmignano - Bianco dell'Empolese - Bianco dell'Empolese Vin Santo | - Pomino Vin Santo bianco - Pomino Vin Santo rosso - Pomino bianco - Pomino rosso - Pomino rosso riserva | - Vin Santo del Chianti - Vin Santo del Chianti Classico - Vin Santo del Chianti Classico Occhio di Pernice - Vin Santo di Carmignano - Vin Santo di Carmignano Occhio di Pernice - Vin Santo di Carmignano riserva |

## Environnement

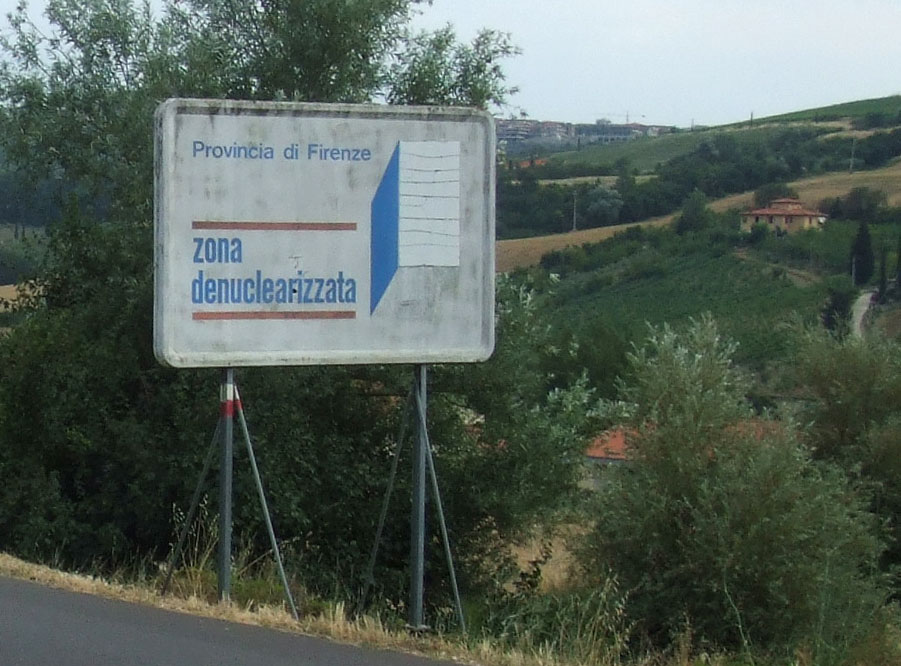
Panneau près de Montespertoli

L'Italie a effectué une sortie du nucléaire civil dès 1987.
Des panneaux routiers indiquent cet état de fait dans la province de Florence.
Certains panneaux apparaissent également à l'abord des communes refusant les OGM sur leur territoire.

## Transports
Le territoire de la province de Florence est traversé par de nombreuses routes et lignes ferroviaires, la première est l'autoroute A1, il y a ensuite les routes nationales SS 66 et SS 67, ainsi que de nombreuses routes régionales et provinciales.

## Culture
Bien que beaucoup d'œuvres d'art, d'architecture soient concentrées dans la ville de Florence, ses petites villes et leurs frazioni, la campagne, comportent presque toutes des trésors de l'art principalement de la Renaissance toscane.

## Divers

### Jumelages
- la Wilaya (Province) de Smara de la République arabe sahraouie démocratique.